# Adolf Anderberg
Adolf Elias Anderberg, född 17 april 1885 i Ängelholm, död 20 juli 1968 i Malmö, var en svensk konstforskare. Han var far till Carl-Olof Anderberg
Anderberg blev filosofie kandidat 1910, filosofie licentiat 1913 och filosofie doktor vid Lunds universitet 1915. Han startade Anderbergs konsthandel i Malmö 1916 och var och var programchef vid Radiotjänst i Malmö från 1925. Han var ledamot av styrelsen för Malmö museum, sekreterare i styrelsen för Malmö konsthall och ordförande i konstföreningen Malmö konststudio. Han utgav flera konsthistoriska arbeten, däribland Studier öfver Skånska triumfkrucifix (gradualavhandling, 1915), Anders Johan Hansson 1769–1833 (1924), Carl Fredrik Hill (del 1, 1926), Gustaf Rydberg (1926), A.H. Kallenberg (1928), Malmö museum 1841–1941 (red. tillsammans med Helge Bergman och Einar Hansen, I, 1941; II, 1942) och Herman Österlund (1948) samt skrev artiklar i tidningar och tidskrifter.